# Mizuya
Mizuya (水屋 Wasserraum) ist die Bezeichnung für den Vorbereitungsraum in einem japanischen Teehaus (chashitsu) oder an einem anderen Ort, an dem die japanische Teezeremonie durchgeführt wird.
Der Bereich, an dem Teezeremonien im Freien vorbereitet werden, heißt auch mizuya. Die Bezeichnung Mizuya kann sich auch auf Reinigungsbecken in Schreinen und Tempeln beziehen, genauso auf Schränke in Küchen.

## Geschichte
Die Entwicklung des Teewegs (chadō) geht auf das 16. Jahrhundert und den Meister der Teezeremonie Sen no Rikyū zurück.
Neben dem Vorhandensein eines Gästeraums war auch ein „Hinterraum“ notwendig, in dem der Gastgeber die Teezeremonie vorbereiten konnte.
Nach A. L. Sadler war das erste bekannte Beispiel einer Mizuya die in Taian, einem Teehaus, das von Sen no Rikyū entworfen wurde.

## Gebrauch
In einer Mizuya steht Wasser zur Reinigung der Teeutensilien und zur Befüllung des Wasserkessels zur Verfügung.
Auch die Süßigkeiten (wagashi) werden in der Mizuya gelagert, ebenso die Teeutensilien.

## Formen
Die einfachste moderne Mizuya enthält einen Dampf- oder einen elektrisch betriebenen Kessel und einige Eimer Wasser und liegt außerhalb des Teehauses auf einem Grasboden.
Die vollständig ausgestattete moderne „Innenmizuya“ kann mit einer gut ausgestatteten Küche verglichen werden, mit Hähnen für Kalt- und Warmwasser, einem ausgeklügelten System von Vorratsräumen, Schränken, einem Kühlschrank, Ofen und einer Mikrowelle.
Eine solche Innenmizuya hat eine 1 m × 1,2 m große Nische, die Mizuyanagashi, die aus einer Tatamimatte und einem traditionellen Waschbecken, dem Nagashi, einigen Holzschränken für die Teeutensilien und  einer Leiste mit Tücherhaken besteht.
Gibt es keine festinstallierte Mizuya, so kann eine tragbare Okimizuya eingesetzt werden.

## DieMizuya dōko
Manche Teeräume haben eine eingebaute „Mizuya“, die als „Mizuya dōko“ (水屋洞庫) bezeichnet wird. Sie ist in die Wand auf der Seite des Gastgebers eingelassen und kann vor den Blicken der Gäste verschlossen werden. Eine einfache „Dōko“ unterscheidet sich von der Mizuya dōko dadurch, dass sie keinen Wasseranschluss hat. Beide Einrichtungen sind für Gastgeber gedacht, die Probleme damit haben, ihre Sitzposition (seiza) zu verlassen.
Nach A. L. Sadler stammt der Begriff „Dōko“ von den Schachteln, in denen Puppenspieler ihre Puppen aufbewahrten. Dieser Name wurde von Sen no Rikyū übernommen.